# میخیلو وربیتسکی
میخیلو وربیتسکی (اوکراینی: Михайло Михайлович Вербицький؛ ۴ مارس ۱۸۱۵ – ۷ دسامبر ۱۸۷۰) کشیش، و آهنگساز بود.